# Lili Iskandar
Layla Pascal Iskandar, meglio nota come Lili Iskandar (in arabo ليلي اسكندر‎?; Zgharta, 16 maggio 2002), è una calciatrice libanese, centrocampista o attaccante dell'Al-Ittihād e della nazionale libanese.
Iniziata la carriera nel Salam Zgharta nella stagione 2018-2019, in cui Iskandar, giovanissima, segnò 10 gol, si trasferì nel 2019 ai campioni di Libano in carica del SAS. Nella sua prima stagione con il club (2019-2020) segnò 15 gol, contribuendo alla vittoria del quinto titolo da parte del SAS. Nel 2021 si trasferì all'estero, unendosi alla squadra danese dell'HB Køge.
Con nove gol in nazionale, Iskandar è la capocannoniere della nazionale femminile del Libano.

## Biografia
Iskandar parla tre lingue: l'inglese, il francese e l'arabo. Il suo idolo è la calciatrice americana Alex Morgan, che descrisse come una "signora dentro e fuori dal campo".

## Caratteristiche tecniche
Iskandar è un trequartista con buone doti di finalizzazione, capace di creare occasioni da rete.

## Carriera

### Club

#### Libano
Iskandar iniziò la propria carriera al Salam Zgharta nella stagione 2018-2019, stagione in cui segnò 10 gol. Nel 2019 passò ai campioni di Libano in carica del SAS; all'ultima giornata del campionato libanese 2019-2020 realizzò una doppietta contro l'EFP, contribuendo alla vittoria del titolo e concludendo la stagione con 15 gol, per una media di più di un gol a partita.

#### HB Køge
Il 9 luglio 2021 fu prelevata dai danesi dell'HB Køge, club militante nella Elitedivisionen, con un contratto di un anno.

### Nazionale

#### Giovanili
Iskandar segnò il primo gol internazionale al suo debutto con la nazionale libanese Under-19, il 24 ottobre 2018, in una partita di qualificazione al campionato asiatico Under-19 del 2019 contro Hong Kong; nelle qualificazioni al suddetto torneo giocò quattro partite, segnando una volta. Iskandar fu capocannoniere del campionato Under-18 dell'Asia occidentale del 2019, vinto dal Libano grazie anche al contributo della calciatrice, autrice di sette gol in cinque partite.
Nel dicembre 2020 giocò due partite amichevoli contro l'Egitto Under-19, una sconfitta per 3-1 e una vittoria per 3-2, segnando in entrambi gli incontri. Con i suoi due gol contro l'Egitto divenne la prima calciatrice libanese a raggiungere i 10 gol con le maglie delle nazionali libanesi Under-18 e Under-19.

#### Nazionale maggiore
Il debutto con la nazionale maggiore del Libano arrivò l'8 novembre 2018, quando Iskandar subentrò dalla panchina contro l'Iran in una partita del torneo preolimpico dell'AFC del 2020. Iskandar giocò anche quattro partite con il Libano nel campionato dell'Asia occidentale del 2019, aiutando la nazionale a raggiungere il terzo posto.
Segnò il suo primo gol per la nazionale maggiore il 24 ottobre 2021, in occasione di una vittoria per 3-0 contro il Guam nelle qualificazioni per la Coppa delle nazioni asiatiche 2022. Iskandar prese parte al campionato dell'Asia occidentale del 2022; aiutò la sua squadra a finire seconda come miglior giocatrice del torneo, segnando un gol contro la Palestina il 29 agosto. L'8 aprile 2023, Iskandar segnò la sua prima doppietta internazionale nella vittoria per 5-0 contro l'Indonesia nel Torneo Pre-Olimpico AFC 2024.
Il 30 settembre 2023, Iskandar segnò al 102º minuto della finale di un torneo amichevole organizzato in Arabia Saudita, una vittoria per 1-0 contro il Bhutan. Nel processo, superò il record di Christy Maalouf di otto gol internazionali per il Libano.

## Palmarès

### Club
- Campionato danese: 1

HB Køge: 2021-2022
- Campionato libanese: 1

SAS: 2019-2020

### Nazionale
- Campionato Under-18 dell'Asia occidentale: 1

Bahrain 2019

### Individuale
- Capocannoniere del Campionato Under-18 dell'Asia occidentale: 1

Bahrain 2019 (7 gol)